# Neddersee (Warnow)
Koordinaten: 53° 42′ 12″ N, 11° 39′ 47″ O
Der Neddersee ist ein fast vollständig verlandeter See im Landkreis Ludwigslust-Parchim in Mecklenburg-Vorpommern. Er liegt innerhalb der Gemeindegebiete von Kuhlen-Wendorf und Brüel zwischen den Orten Gustävel und Golchen. Durch ihn verläuft die Alte Warnow. Die ehemalige Seefläche ist ein Teil des Naturschutzgebiets Warnowseen.
In einem Messtischblatt aus dem Jahr 1888 ist die Wasserspiegelhöhe des Sees mit 16,2 m über dem Meeresspiegel angegeben. Die Größe betrug etwa 13 Hektar, der Umfang etwa 1,4 km.
Die Entstehung des Sees geht auf eine Toteisform zurück. Nach dem Abtauen füllte sich die übersandete Hohlform mit Wasser. Ursprünglich floss die Warnow durch den Rummelbornsee und den Neddersee, sie wurde in den Jahren 1938 bis 1940 begradigt und 1964 an beiden Seen südlich vorbeigeleitet. Der heute Alte Warnow genannte Altlauf verblieb, Wasserspiegelabsenkungen von etwa einem Meter führten jedoch zur zügigen Verlandung und zu Moorsackungen. Noch bis 1995 wurde auf der Fläche Schilf gewonnen.
Eine Teilrückverlegung der Warnow in den Jahren 1997 und 1998 verfolgt das Ziel, die Wasserstände der Seen und der umliegenden Moorflächen auf hohem Niveau zu halten.